# 長岡秀樹
長岡 秀樹（ながおか ひでき、2001年9月26日 - ）は、千葉県船橋市出身のプロ野球選手（内野手）。右投左打。東京ヤクルトスワローズ所属。

## 経歴

### プロ入り前
船橋市立古和釜小学校1年生の時に学童野球チームの習志野台ワンパクズに入り野球を始める。野球を始めたきっかけは中学校の教諭で野球部の監督だった父の影響だった。船橋市立大穴中学校では軟式野球部に所属していた。
八千代松陰高等学校では「1番・遊撃手」を務め、甲子園の出場は無かったが、3年夏の千葉大会では4回戦の専大松戸戦で横山陸人から本塁打を放つなど活躍を見せ、最終的に決勝戦で習志野に敗れはしたものの準優勝を果たした。高校の1学年上に清宮虎多朗がおり、清宮を見に来たスカウトや、専大松戸戦で横山を見に来ていたスカウトの目に付きプロの球団から注目されるようになる。
2019年10月17日に開催されたプロ野球ドラフト会議にて東京ヤクルトスワローズから5位指名を受け、11月13日、契約金2500万円、年俸500万円（金額は推定）で仮契約を結び、入団。背番号は58。担当スカウトは丸山泰嗣。

### ヤクルト時代
2020年は、イースタン・リーグで71試合に出場し規定打席に到達させ、打率.219、2本塁打、26打点という成績だった。二軍では同期の武岡龍世と二遊間を組むことが多かった。シーズン終盤に一軍に初昇格し、10月30日の読売ジャイアンツ戦（東京ドーム）で「8番・二塁手」として先発出場し、今村信貴から左前にプロ初安打を記録した。一軍では6試合に出場し、安打はこの1本で、打率.083という成績だった。
2021年は、3月31日に一軍登録されたが、4月5日に登録抹消となった。この年は一軍では5試合に出場し無安打に終わったが、二軍では前年を超える82試合に出場し、打率.261、7本塁打の成績で二軍漬けの一年となった。
2022年は、オープン戦でチーム2位となる5打点を記録するなどアピールに成功し、開幕一軍を勝ち取ると、京セラドームで行われた阪神との開幕戦では「6番・遊撃手」で先発出場。7点ビハインドの6回表に反撃の口火を切る適時打でプロ初打点を記録するなど4安打を放ち、チームの逆転勝利を呼び込んだ。その後暫く2割台近辺を推移していたが、守備は安定していたことと元々の遊撃のレギュラー候補の西浦直亨や元山飛優などが二軍でも不振であったことを背景に先発として使われ続ける。5月6日の巨人戦（東京ドーム）では高梨雄平からプロ初本塁打を放った。以降正捕手の中村悠平が一軍に復帰し上位打線が固まったことを背景に8番打者として固定されるようになると打撃も次第に上り調子になっていき5月は3割以上の打率を記録。新型コロナウィルスの影響で一時離脱したものの正遊撃手としての地位を確立させ9本塁打と2桁本塁打には届かなかったが、自身初の規定打席にも到達するなど飛躍の年となった。また、守備では球団史上最年少でゴールデングラブ賞を受賞し、ヤクルトの遊撃手としては2003年の宮本慎也以来19年ぶりの受賞だった。ファン感謝祭が開催された11月27日には、背番号が7に変更されることが発表された。12月7日、2700万円増となる推定年俸3300万円で契約を更改した。
2023年も、開幕から遊撃手としてレギュラーを務め、5月5日の横浜DeNAベイスターズ戦（神宮球場）では1点を追う9回裏二死の場面で山﨑康晃から自身初のサヨナラ本塁打を放った。135試合に出場し、守備率は.986とリーグトップの成績を残したが、打率.227（規定打席達成27人中の最下位）、3本塁打と打撃成績を落とした。シーズン終了後、宮崎で行われたフェニックス・リーグでは三塁に挑戦していたが、10月25日の試合で守備中に左翼手の澤井廉と衝突し緊急搬送されるアクシデントがあり、11月に行われた秋季キャンプには参加しなかった。12月12日、800万円増となる推定年俸4100万円で契約を更改した。
2024年は、野手陣に故障者が続出するなか開幕から遊撃のレギュラーとして出場し、ファン投票で3年連続のオールスターに選出されるなどチームを牽引した。7月28日の対広島東洋カープ戦で栗林良吏から逆転サヨナラ二塁打、8月は打率.384、38安打を記録、9月29日の対巨人戦で平内龍太からサヨナラ適時打を放つなど攻守に存在感を示した。チーム野手で村上宗隆と共に全試合に遊撃手で先発出場して打率.288、163安打とキャリアハイの成績を残し、近本光司や秋山翔吾らとの安打数争いを制して最多安打を獲得。チームでの同タイトル獲得は2015年の川端慎吾以来9年ぶりであり、自身初の打撃タイトルとなった。12月20日、5100万円増となる推定年俸9200万円で契約を更改した。
2025年は、3月に開催されたラグザス侍ジャパンシリーズ2025 オランダ代表戦（強化試合）に日本代表として出場。シーズンは開幕から遊撃手のレギュラーとして全試合先発出場をしていたが、4月26日の中日戦で走塁しようとした際に右膝を痛めて途中交代し、翌27日に出場選手登録を抹消された。翌28日に病院で右膝後十字靱帯損傷と診断されたことが発表された。

## 選手としての特徴

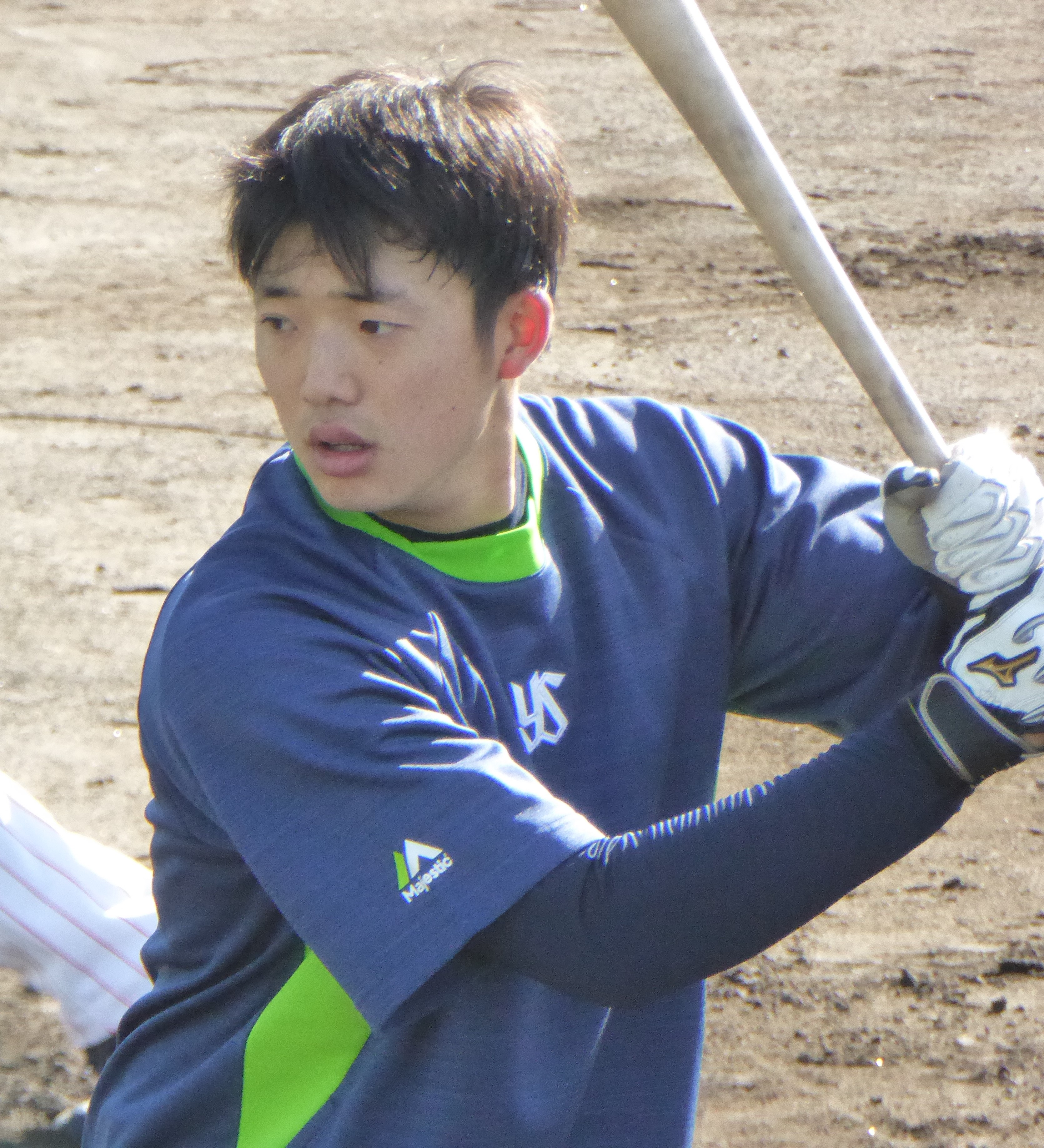
2020年2月17日、西都原運動公園野球場にて

走攻守に定評がある内野手。打撃では思い切りが良く、広角に打ち分けるセンスと勝負強さが光る。高校時代に通算19本塁打、50m走のタイム6秒1を記録した。
遊撃手としては捕球から送球までに無駄な動きが無く、バウンドを合わせやすいようあらかじめ守備位置を深くしている。
2024年シーズンから、ミズノとブランドアンバサダー契約を締結しており、グラブやバットなどミズノの野球用具を使用している。

## 人物
愛称は「岡ちゃん」、「ひで」など。
高校時代に理想の選手として今宮健太を挙げており、「（今宮さんは）プロ野球選手として体は小さいけど成績を残されて、自分も大きくないんですけど、あれだけできると自分に夢を与えてくれた目標の選手です」と語っている。プロ入り後は自主トレを共にしている中村晃に憧れ、レギュラーとして初めて結果を出した2022年オフに中村と同じ背番号7に変更した。
高校1年時に母親が白血病になり、自身がドナーとして骨髄を移植した経験がある。ドナーが打つ白血球を増加させる注射は激しい腰痛を伴うため、当時はグラウンドに立てない日々が1週間以上続いた。長岡は「母親がもしかしたらいなくなってしまうっていう恐怖感はありましたけど、僕の恐怖感はなかったです」と語り、ドナーになることを即決したという。

## 詳細情報

### 年度別打撃成績
| 年 度     | 球 団     | 試 合 | 打 席 | 打 数 | 得 点 | 安 打 | 二 塁 打 | 三 塁 打 | 本 塁 打 | 塁 打 | 打 点 | 盗 塁 | 盗 塁 死 | 犠 打 | 犠 飛 | 四 球 | 敬 遠 | 死 球 | 三 振 | 併 殺 打 | 打 率 | 出 塁 率 | 長 打 率 | O P S |
| --------- | --------- | ----- | ----- | ----- | ----- | ----- | -------- | -------- | -------- | ----- | ----- | ----- | -------- | ----- | ----- | ----- | ----- | ----- | ----- | -------- | ----- | -------- | -------- | ----- |
| 2020      | ヤクルト  | 6     | 13    | 12    | 0     | 1     | 0        | 0        | 0        | 1     | 0     | 0     | 0        | 1     | 0     | 0     | 0     | 0     | 3     | 1        | .083  | .083     | .083     | .167  |
| 2021      | ヤクルト  | 5     | 10    | 9     | 0     | 0     | 0        | 0        | 0        | 0     | 0     | 0     | 0        | 0     | 0     | 1     | 0     | 0     | 4     | 0        | .000  | .100     | .000     | .100  |
| 2022      | ヤクルト  | 139   | 548   | 511   | 44    | 123   | 22       | 0        | 9        | 172   | 48    | 2     | 3        | 10    | 3     | 20    | 1     | 4     | 72    | 10       | .241  | .273     | .337     | .610  |
| 2023      | ヤクルト  | 135   | 488   | 445   | 43    | 101   | 19       | 1        | 3        | 131   | 35    | 4     | 2        | 7     | 2     | 29    | 5     | 5     | 57    | 11       | .227  | .281     | .294     | .575  |
| 2024      | ヤクルト  | 143   | 611   | 566   | 63    | 163   | 25       | 1        | 6        | 208   | 58    | 4     | 1        | 10    | 3     | 29    | 2     | 3     | 70    | 6        | .288  | .324     | .367     | .692  |
| 通算：5年 | 通算：5年 | 428   | 1670  | 1543  | 150   | 388   | 66       | 2        | 18       | 512   | 141   | 10    | 6        | 28    | 8     | 79    | 8     | 12    | 206   | 28       | .251  | .292     | .332     | .624  |

- 2024年度シーズン終了時
- 各年度の太字はリーグ最高

### 年度別守備成績
| 年 度 | 球 団    | 二塁  | 二塁  | 二塁  | 二塁  | 二塁  | 二塁     | 遊撃  | 遊撃  | 遊撃  | 遊撃  | 遊撃  | 遊撃     |
| 年 度 | 球 団    | 試 合 | 刺 殺 | 補 殺 | 失 策 | 併 殺 | 守 備 率 | 試 合 | 刺 殺 | 補 殺 | 失 策 | 併 殺 | 守 備 率 |
| ----- | -------- | ----- | ----- | ----- | ----- | ----- | -------- | ----- | ----- | ----- | ----- | ----- | -------- |
| 2020  | ヤクルト | 4     | 3     | 8     | 2     | 0     | .846     | -     | -     | -     | -     | -     | -        |
| 2021  | ヤクルト | 1     | 0     | 1     | 0     | 0     | 1.000    | 2     | 4     | 2     | 0     | 1     | 1.000    |
| 2022  | ヤクルト | -     | -     | -     | -     | -     | -        | 139   | 227   | 419   | 13    | 105   | .980     |
| 2023  | ヤクルト | -     | -     | -     | -     | -     | -        | 132   | 207   | 368   | 8     | 81    | .986     |
| 2024  | ヤクルト | -     | -     | -     | -     | -     | -        | 143   | 216   | 415   | 9     | 93    | .986     |
| 通算  | 通算     | 5     | 3     | 9     | 2     | 0     | .857     | 416   | 654   | 1204  | 30    | 280   | .984     |

- 2024年度シーズン終了時
- 各年度の太字はリーグ最高
- 太字年はゴールデングラブ賞受賞年

### タイトル
- 最多安打：1回（2024年）

### 表彰
- ベストナイン：1回（遊撃手部門：2024年）
- ゴールデングラブ賞：1回（遊撃手部門：2022年）
- スカパー! ドラマティック・サヨナラ賞年間大賞：1回（2024年[46]）
- 月間サヨナラ賞：2回（2023年5月[47]、2024年7月[48]）

### 記録
初記録
- 初出場・初先発出場：2020年10月23日、対中日ドラゴンズ21回戦（明治神宮野球場）、「7番・二塁手」で先発出場[49]
- 初打席：同上、2回裏にヤリエル・ロドリゲスから左飛
- 初安打：2020年10月30日、対読売ジャイアンツ20回戦（東京ドーム）、5回表に今村信貴から左前安打[49]
- 初打点：2022年3月25日、対阪神タイガース1回戦（京セラドーム大阪）、6回表に藤浪晋太郎から右中間適時二塁打
- 初本塁打：2022年5月6日、対読売ジャイアンツ7回戦（東京ドーム）、9回表に高梨雄平から右越2ラン
- 初盗塁：2022年6月17日、対広島東洋カープ7回戦（明治神宮野球場）、8回裏に二盗（投手：塹江敦哉、捕手：中村奨成）

その他の記録
- オールスターゲーム出場：3回（2022年、2023年、2024年）

### 背番号
- 58（2020年[11] - 2022年）
- 7（2023年[22] - ）

### 登場曲
- Riton x Oliver Heldens 『Turn Me On ft. Vula』
- EXILE 『Heads or Tails』